# Indomite (fumetto)
Indomite è una serie di fumetti in due volumi di Pénélope Bagieu, che raccoglie storie di donne che si sono distinte per i traguardi ottenuti nella loro vita privata o professionale. L'opera nasce nel 2016 come strisce di fumetti pubblicate sul blog del giornale Le Monde.
Nel 2020, dal fumetto è stata tratta una serie animata televisiva, trasmessa in Italia su RaiPlay.

## Contenuti
Indomite. Storie di donne che fanno ciò che vogliono è un'opera divisa in due volumi, ciascuno dei quali raccoglie 15 brevi biografie di donne, appartenenti a epoche, culture e paesi diversi. A unire tutte le storie è il coraggio delle protagoniste nel combattere le loro battaglie contro i pregiudizi, gli stereotipi, il sessimo e il patriarcato e le difficoltà personali incontrate nel corso della vita.
Pénélope Bagieu ha scelto di raccontare la storia di donne sia celebri sia poco note, mescolando regine africane, scienziate, donne dello spettacolo, sportive, avvocatesse e attiviste. Dalla lunga lista di donne di cui avrebbe voluto scrivere, l'autrice ha selezionato in modo soggettivo le storie per lei più toccanti e commoventi. L'intenzione dell'autrice era mettere in luce aspetti poco conosciuti delle vite delle figure più celebri e suscitare curiosità per le storie delle donne meno note.

### Indomite 1
1. Clémentine Delait, donna barbuta: proprietaria di un bar francese, conosciuta nel periodo tra le due guerre come una donna barbuta.
2. Nzinga, regina di Ndongo e Matamba.
3. Margaret Hamilton, attrice terrificante: attrice americana nota per il ruolo della strega cattiva in Il mago di OZ.
4. Las Mariposas, sorelle ribelli: Patria, Minerva e María-Teresa Mirabal, che si opposero alla dittatura dominicana negli anni cinquanta.
5. Josephina van Gorkum, innamorata testarda: cattolica olandese del XIX secolo oppositrice della segregazione religiosa istituzionalizzata ai suoi tempi.
6. Lozen, guerriera e sciamana.
7. Annette Kellermann, sirena: australiana, pioniera del nuoto femminile nel XX secolo.
8. Delia Akeley, esploratrice: esploratrice americana del XX secolo.
9. Joséphine Baker, ballerina, combattente, madre di famiglia: americana naturalizzata francese, artista del XX secolo.
10. Tove Jansson, pittrice, creatrice di troll Mumin: illustratrice e scrittrice finlandese del XX secolo.
11. Agnodice, ginecologa: una delle prime dottoresse dell'antica Grecia (IV secolo a.C.).
12. Leymah Gbowee, operatrice sociale: capo del Movimento per la pace delle donne liberiane, Premio Nobel per la pace 2011.
13. Giorgina Reid, guardiana del faro: progettista americana del XX secolo, responsabile della conservazione del faro di Montauk.
14. Christine Jorgensen, celebrità: prima donna transgender al mondo.
15. Wu Zetian, imperatrice: imperatrice cinese del VII secolo.

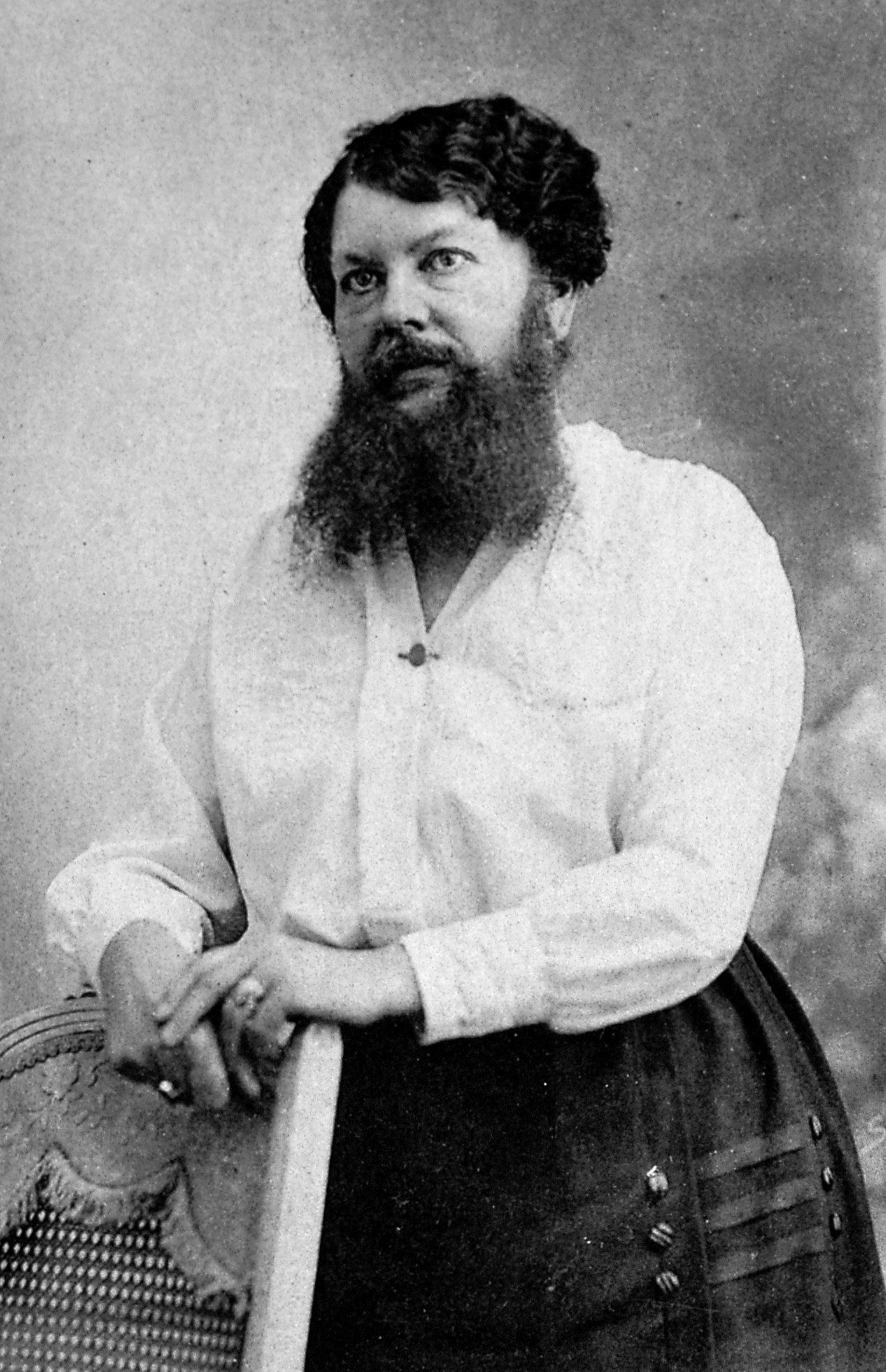
Clémentine Delait
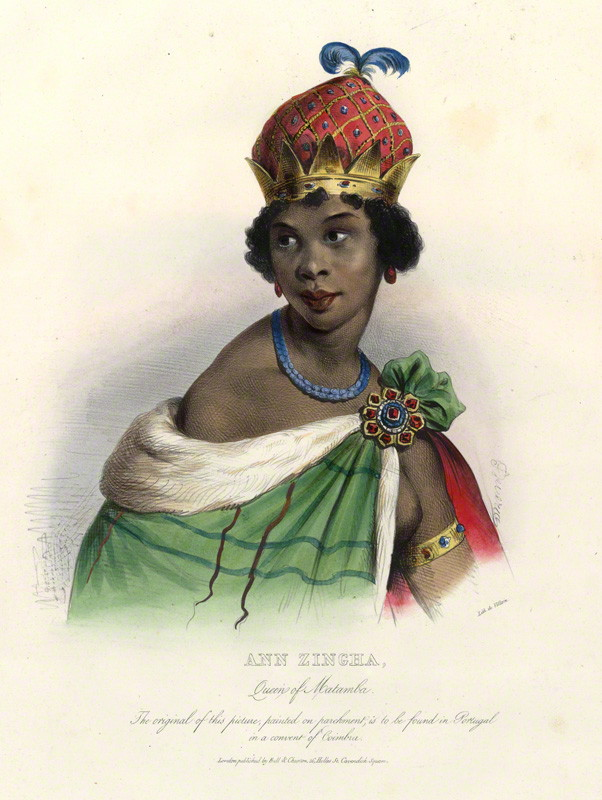
Nzinga
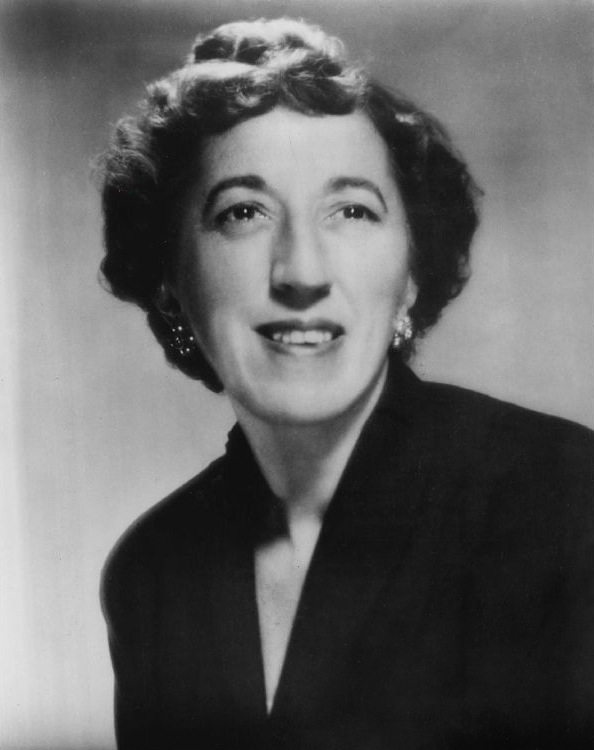
Margaret Hamilton
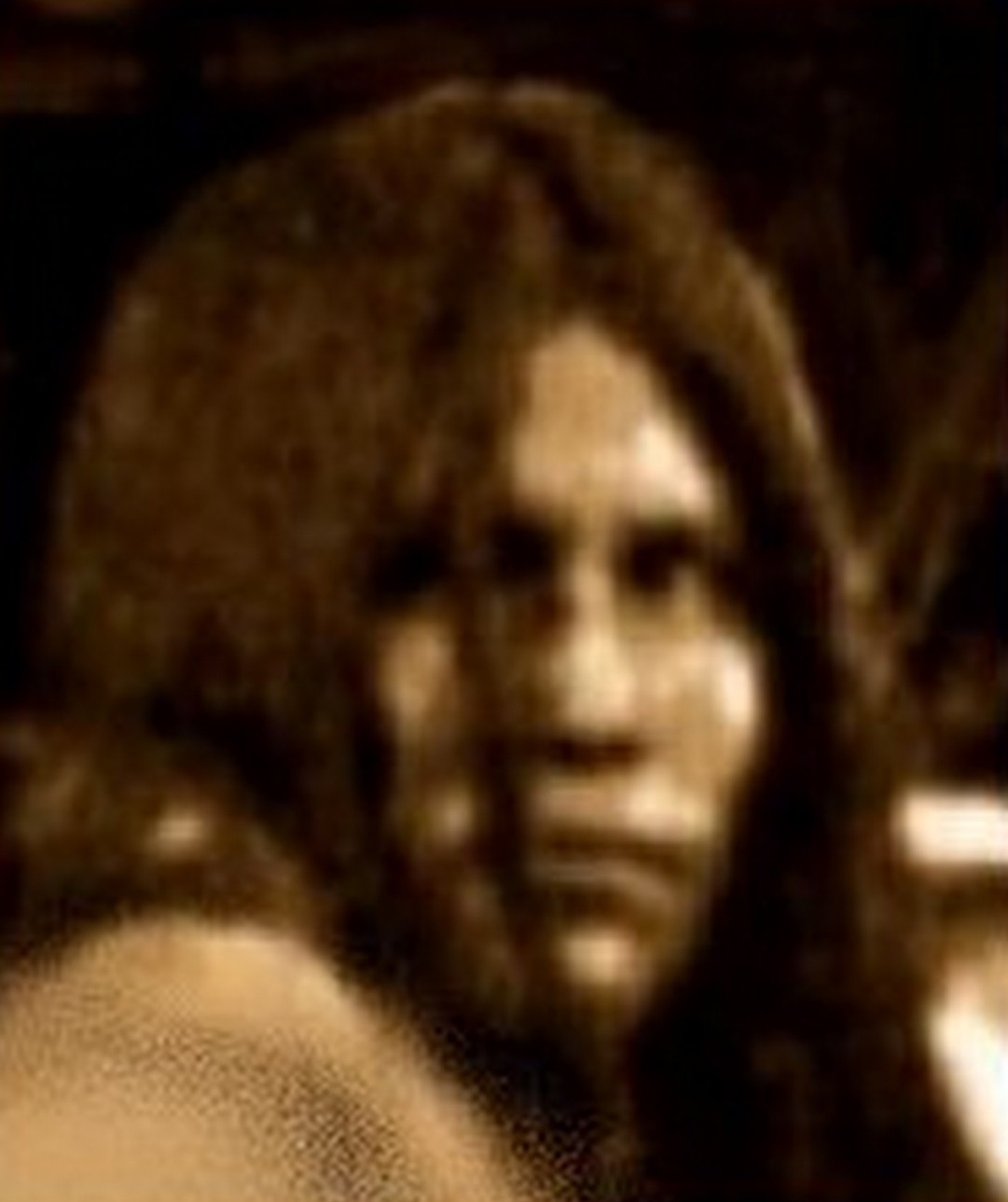
Lozen
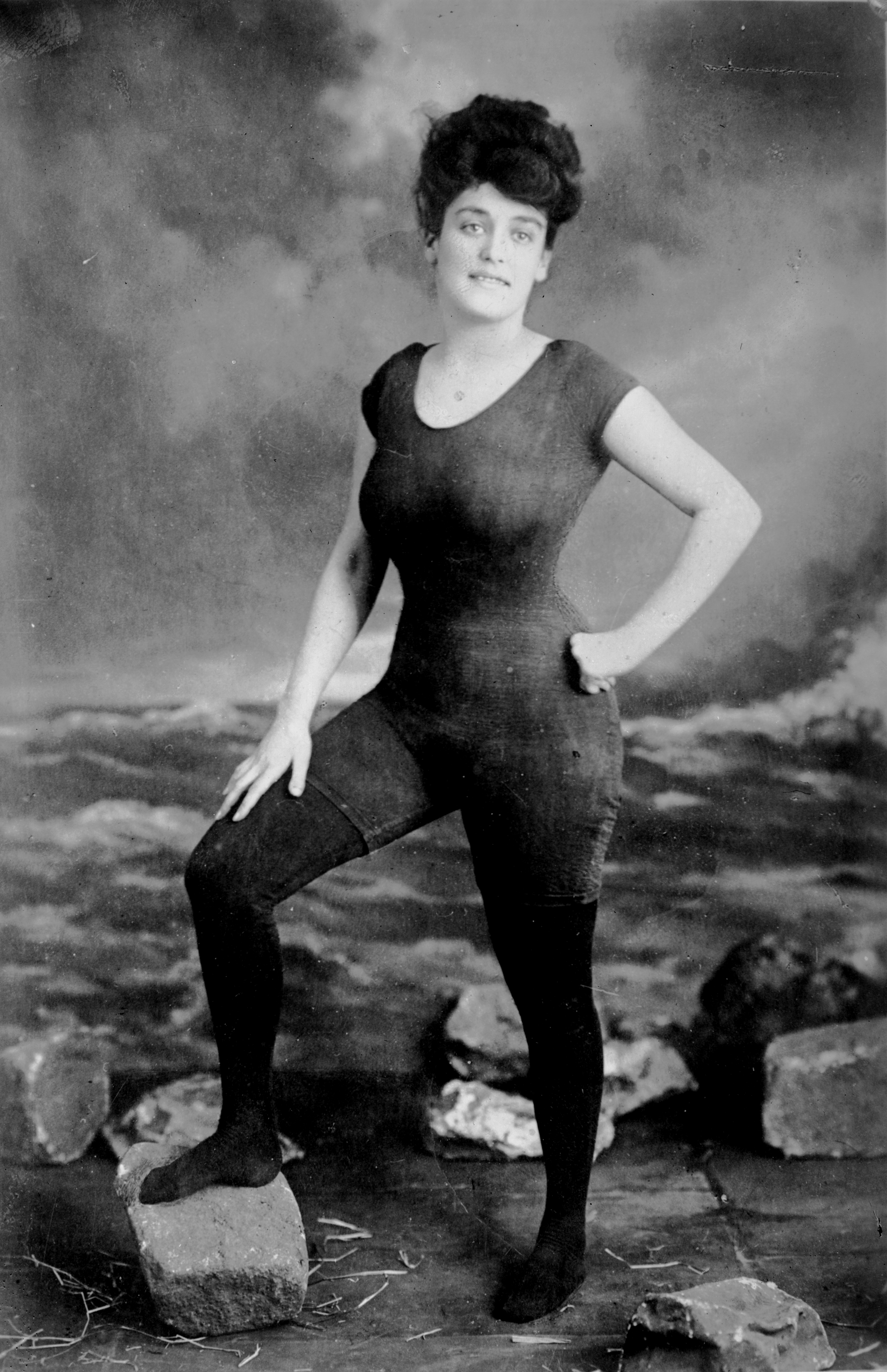
Annette Kellerman
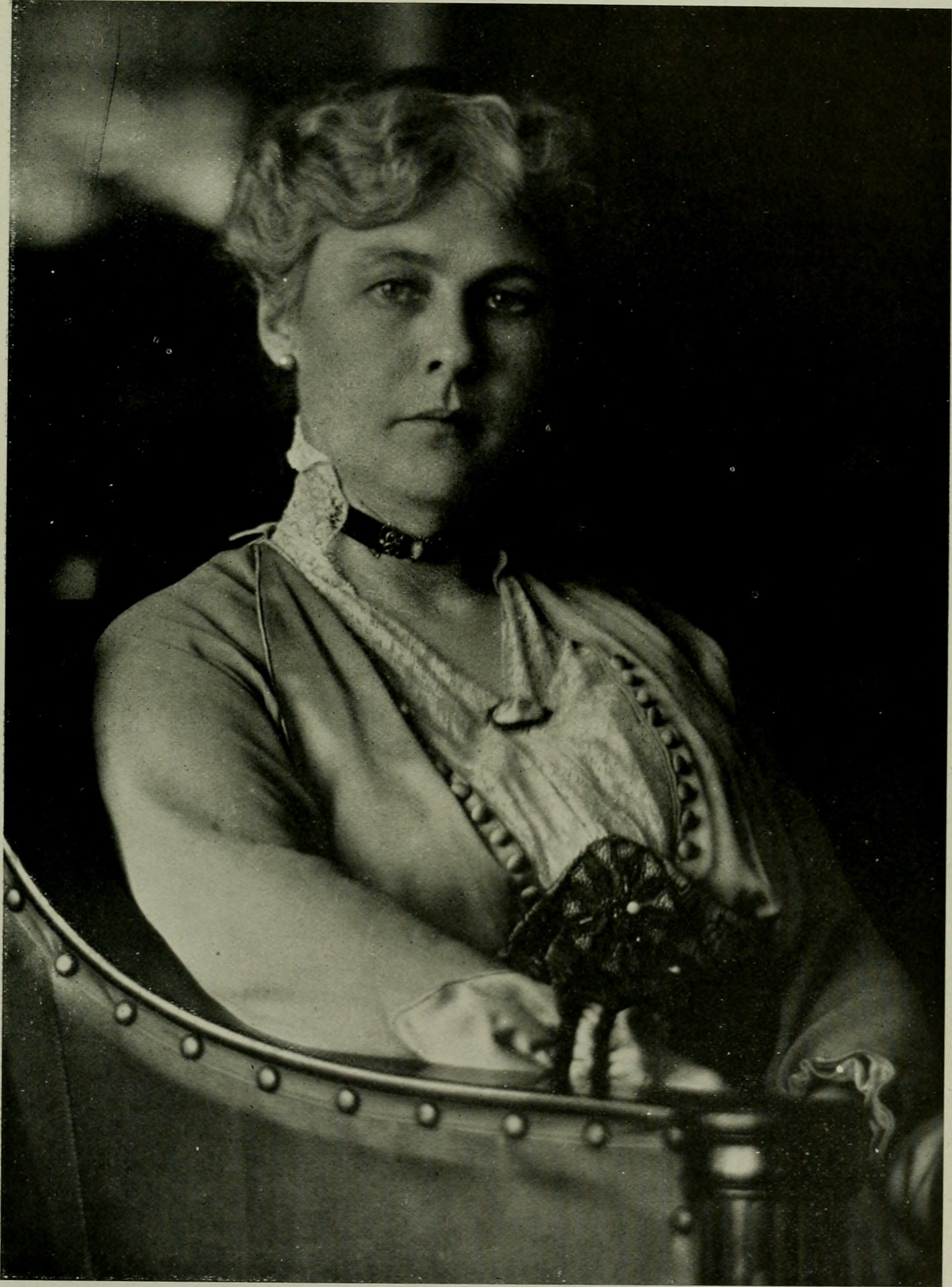
Delia Akeley
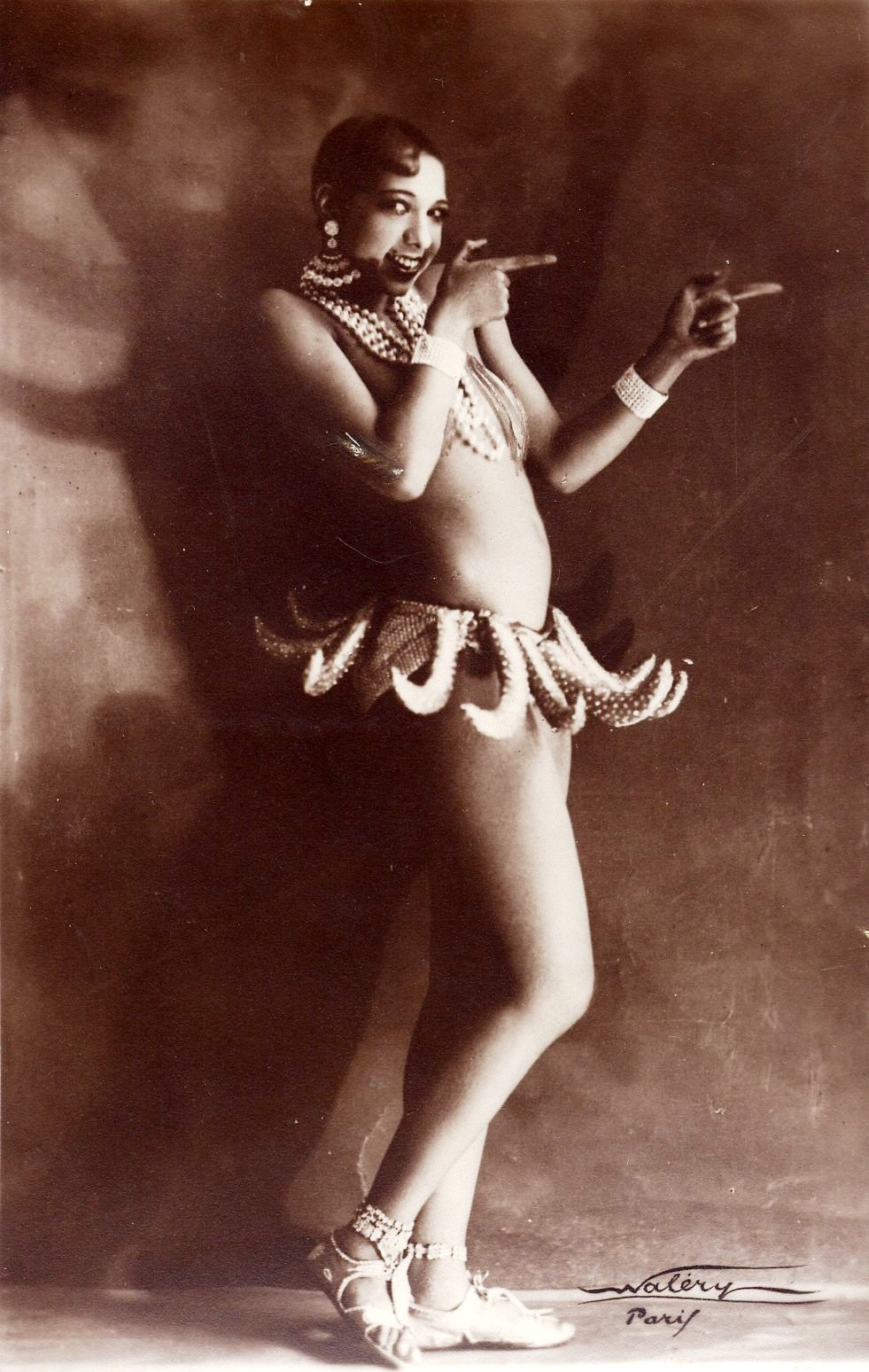
Joséphine Baker
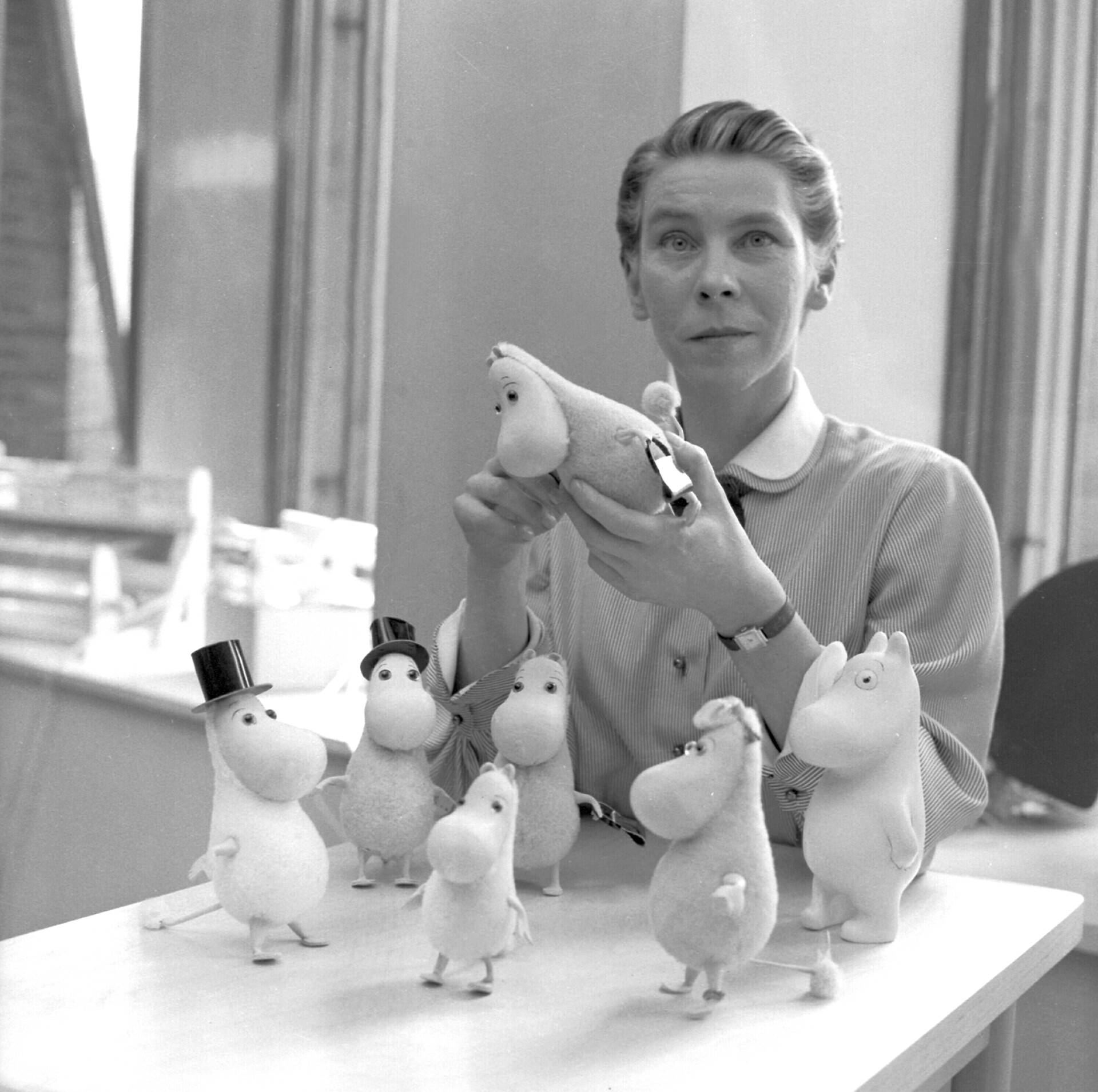
Tove Jansson
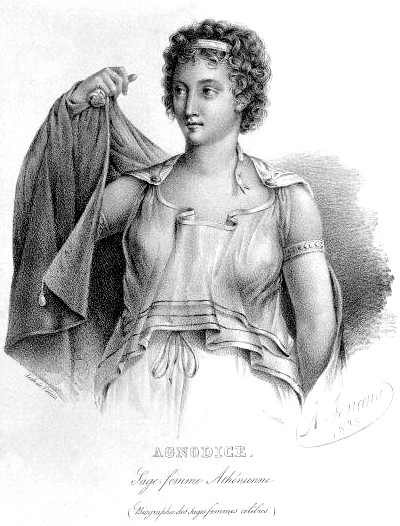
Agnodice
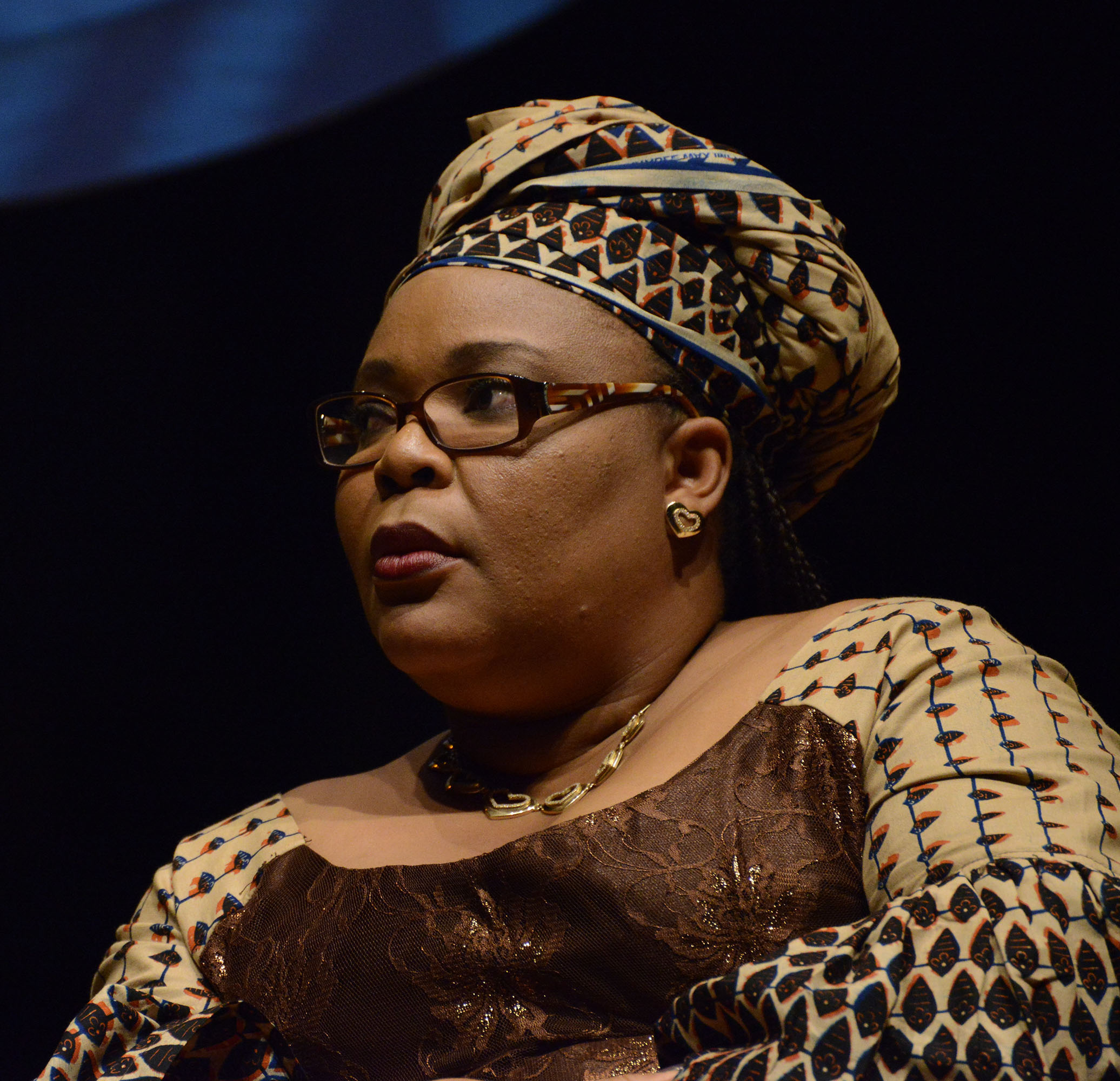
Leymah Gbowee
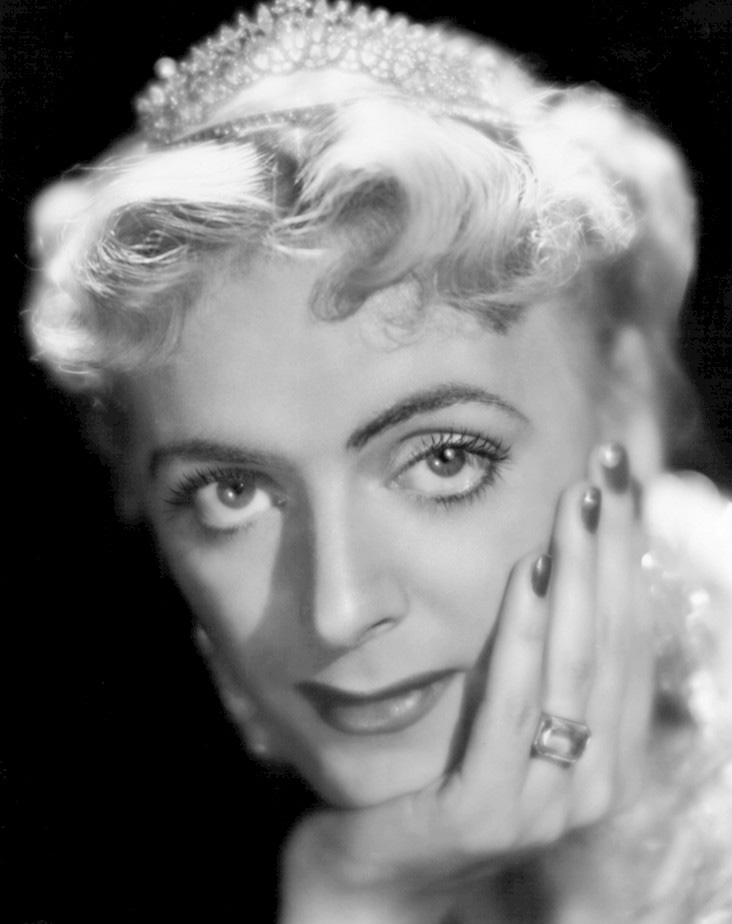
Christine Jorgensen
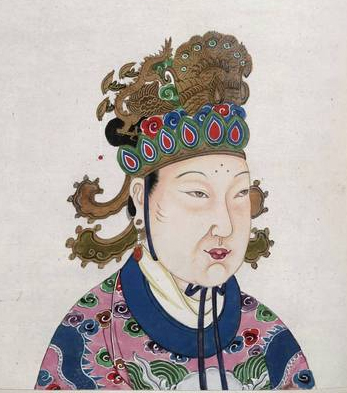
Wu Zetian

### Indomite 2

Copertina volume 2 - edizione italiana

1. Temple Grandin, interprete di animali: accademica americana di zootecnia impegnata nella difesa del benessere degli animali.
2. Sonita Alizadeh, rapper: attivista femminista afgana, oppositrice della dittatura talebana.
3. Cheryl Bridges, atleta: maratoneta americana e attivista per i diritti delle donne.
4. Thérèse Clerc, utopista concreta: attivista femminista francese, creatrice della Maison des Babayagas, casa di riposo per femministe.
5. Betty Davis, autrice-compositrice: modella e cantante americana degli anni settanta.
6. Nellie Bly, giornalista: giornalista americana del XIX e XX secolo, pioniera della cronaca d'inchiesta.
7. Phulan Devi, regina dei banditi: capo banda, poi deputata indiana.
8. The Shaggs, rockstar: gruppo musicale rock femminile americano degli anni sessanta, composto dalle tre sorelle Dot, Betty ed Helen Wiggin.
9. Katia Krafft, vulcanologa: vulcanologa francese attiva negli anni settanta e ottanta.
10. Jesselyn Radack, avvocato: avvocata americana, specializzata nella difesa dei diritti umani.
11. Hedy Lamarr, attrice e inventrice: austriaca naturalizzata americana, ha inventato il salto di frequenza, un processo che ha poi permesso la creazione del wifi e GPS.
12. Naziq al-Abid, attivista di buona famiglia: attivista, pioniera dell'indipendenza nazionale e dei diritti delle donne in Siria all'inizio del XX secolo.
13. Frances Glessner Lee, miniaturista del crimine: pioniera americana della scienza forense, prima capitana di polizia donna negli Stati Uniti.
14. Mae Jemison, astronauta: astronauta americana, prima donna afroamericana ad andare nello spazio nel 1992.
15. Peggy Guggenheim, amante dell'arte moderna: mecenate americana, collezionista di arte moderna e gallerista.

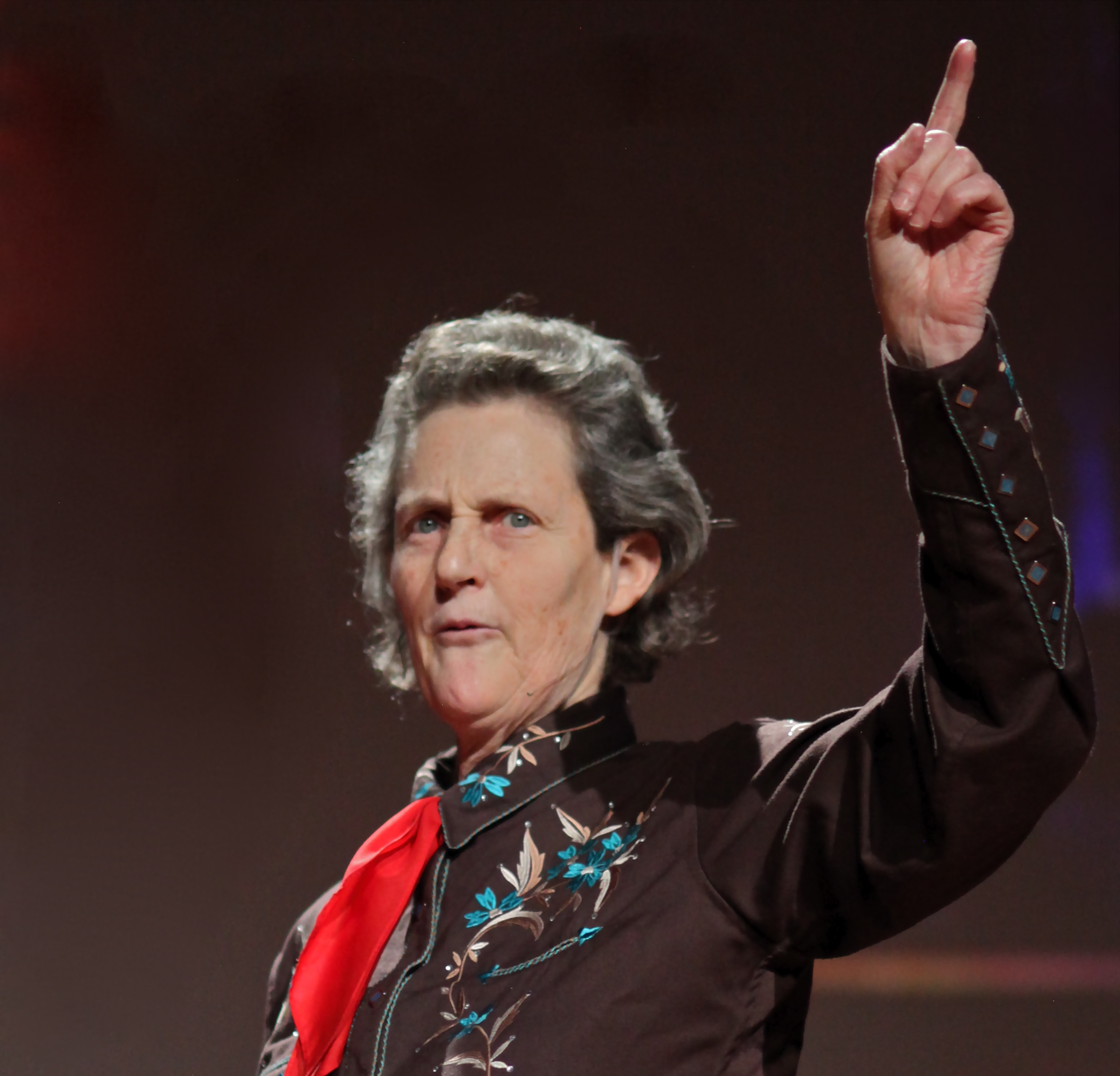
Temple Grandin
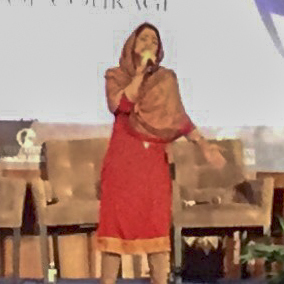
Sonita Alizadeh
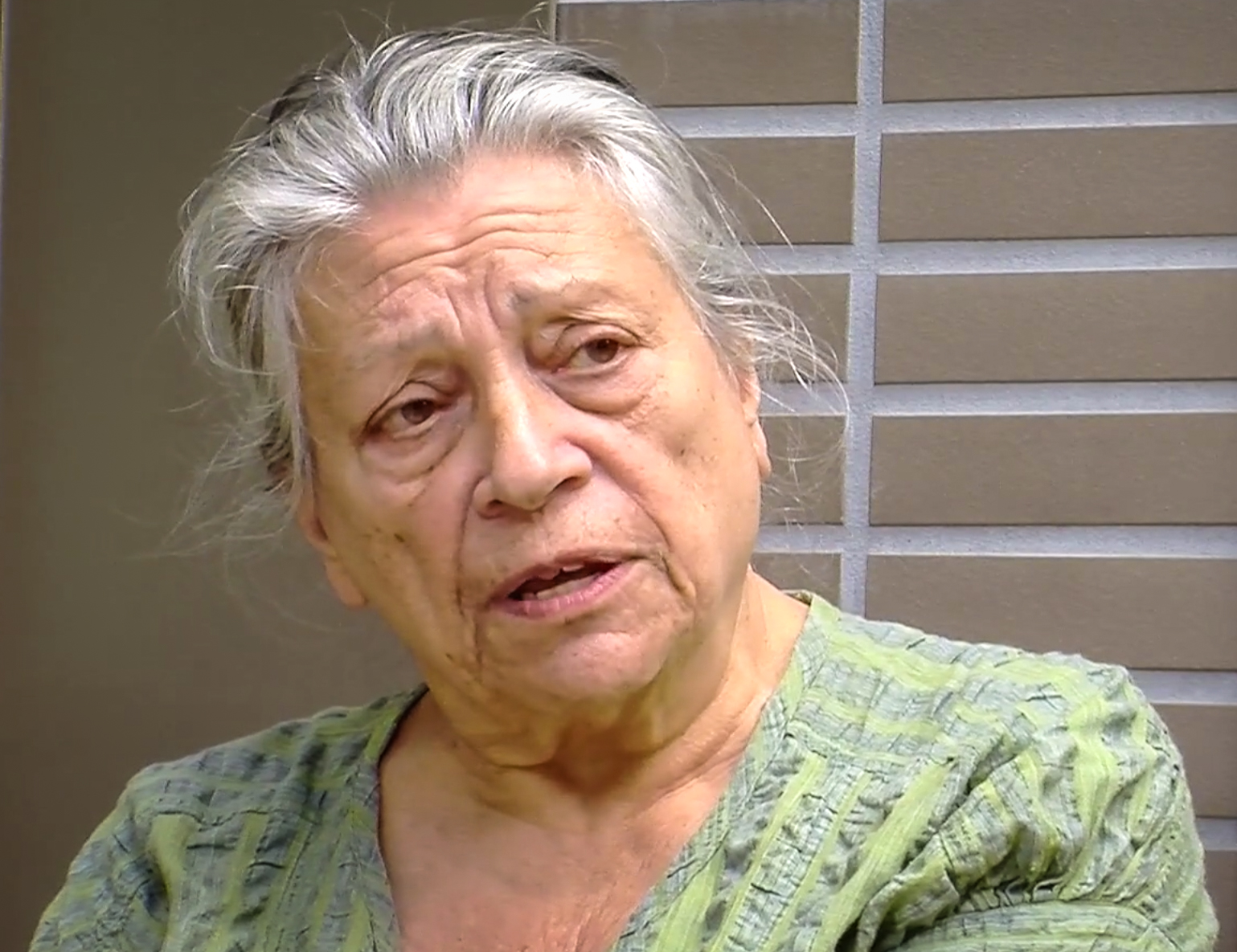
Thérèse Clerc
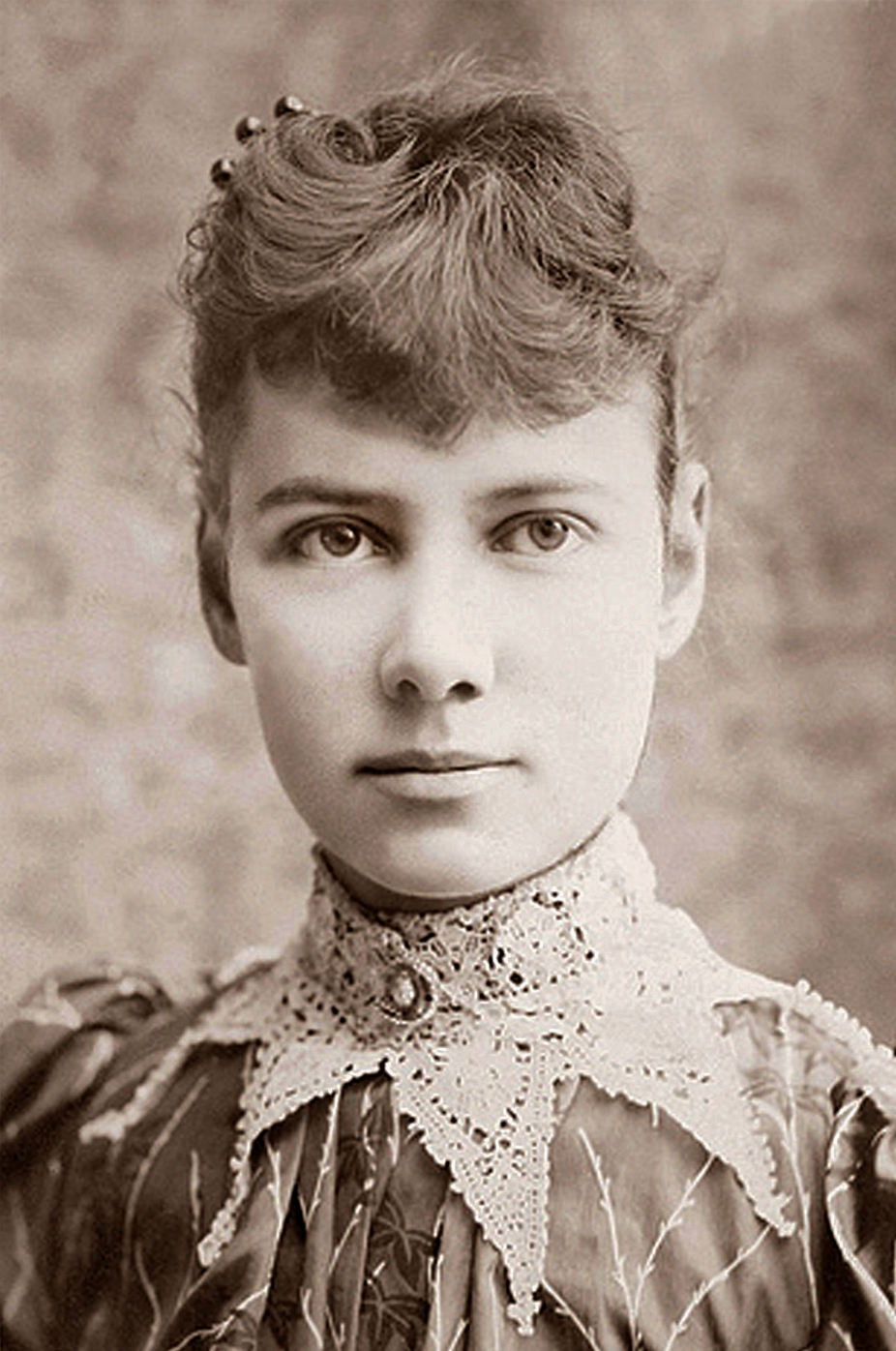
Nellie Bly
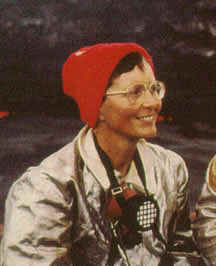
Katia Krafft
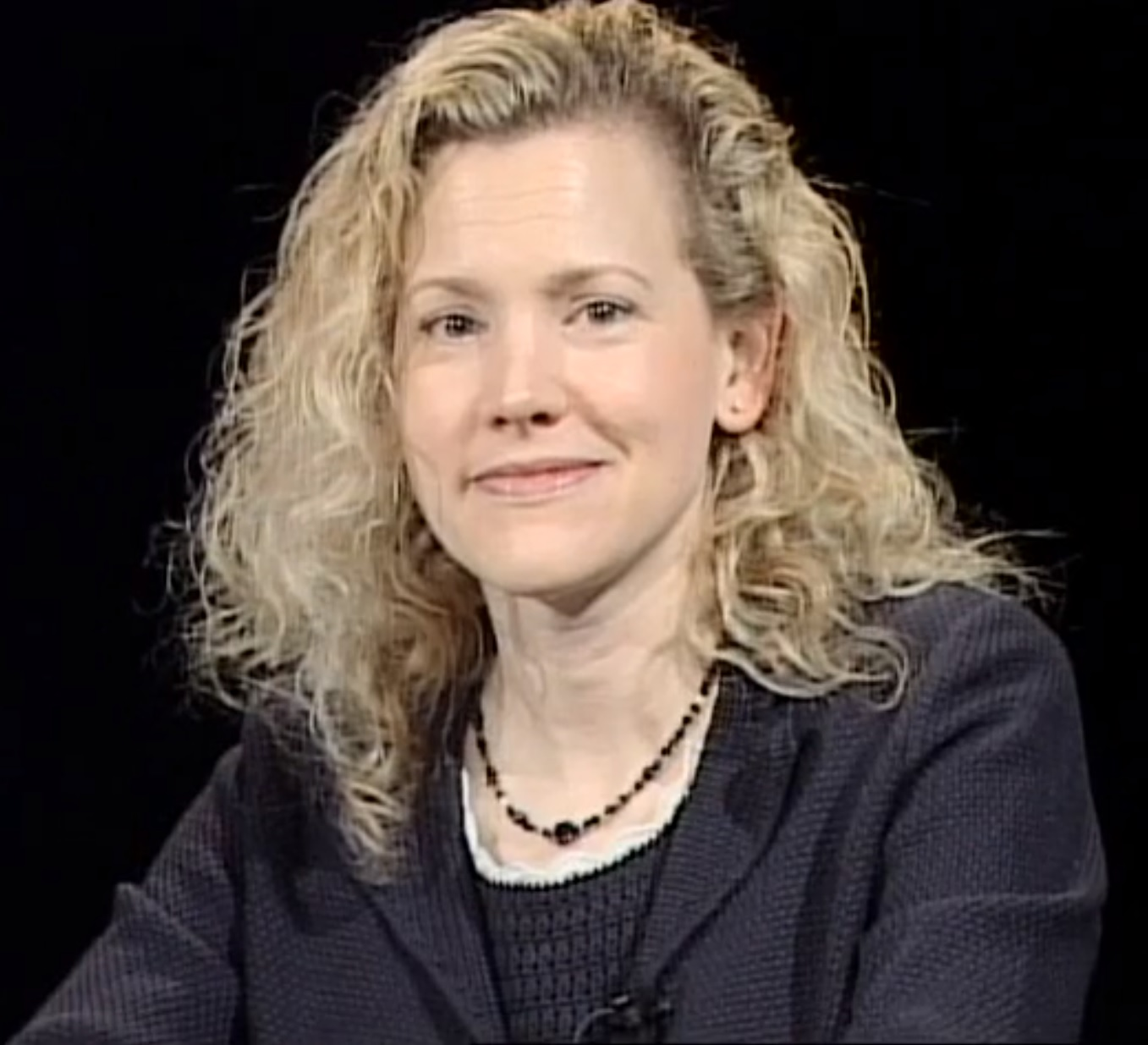
Jesselyn Radack
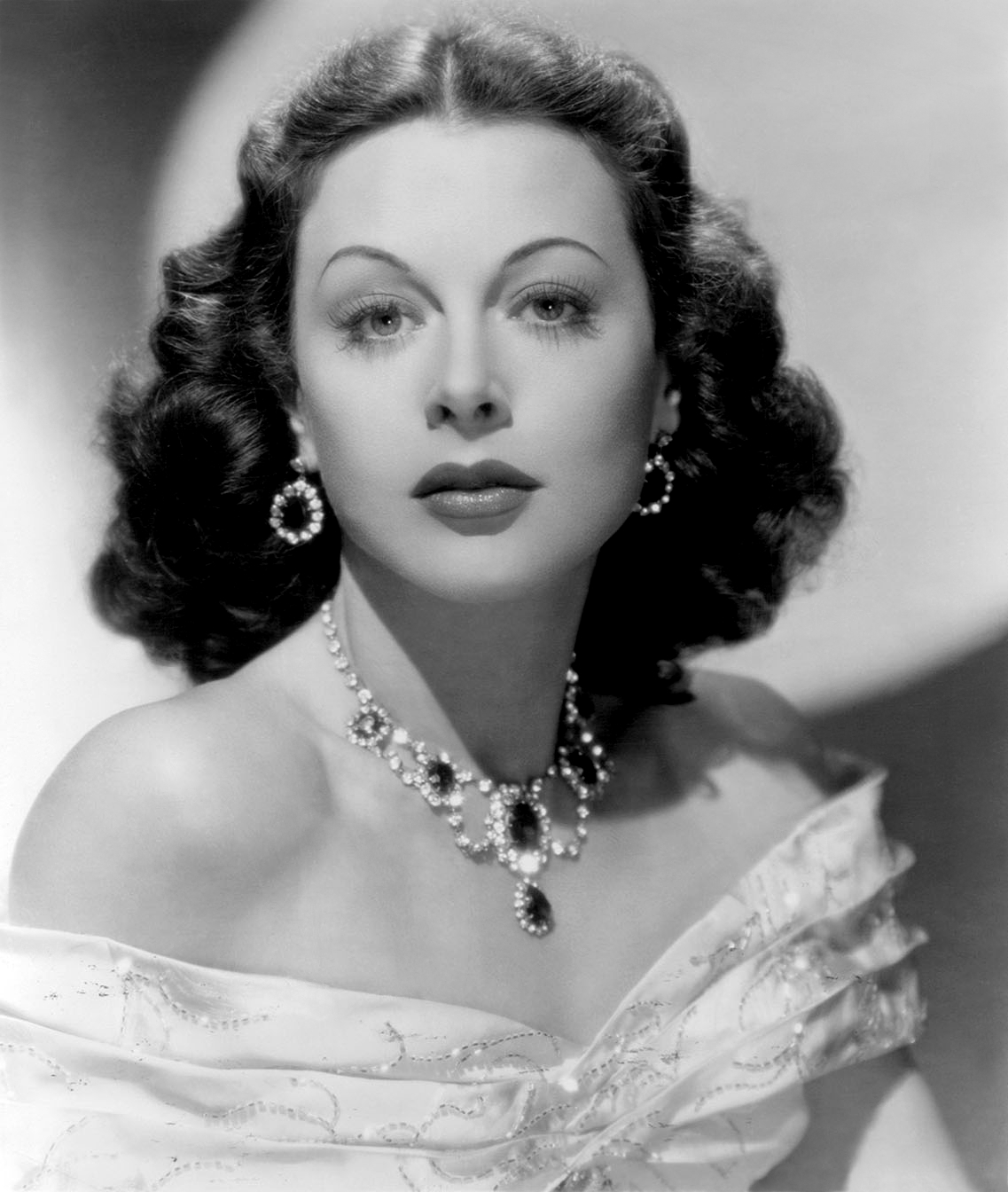
Hedy Lamarr
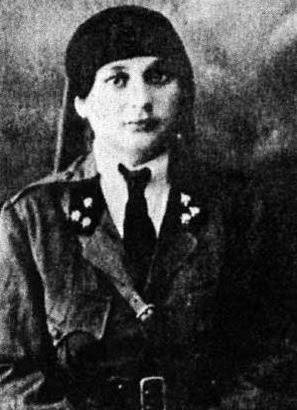
Naziq al-Abid
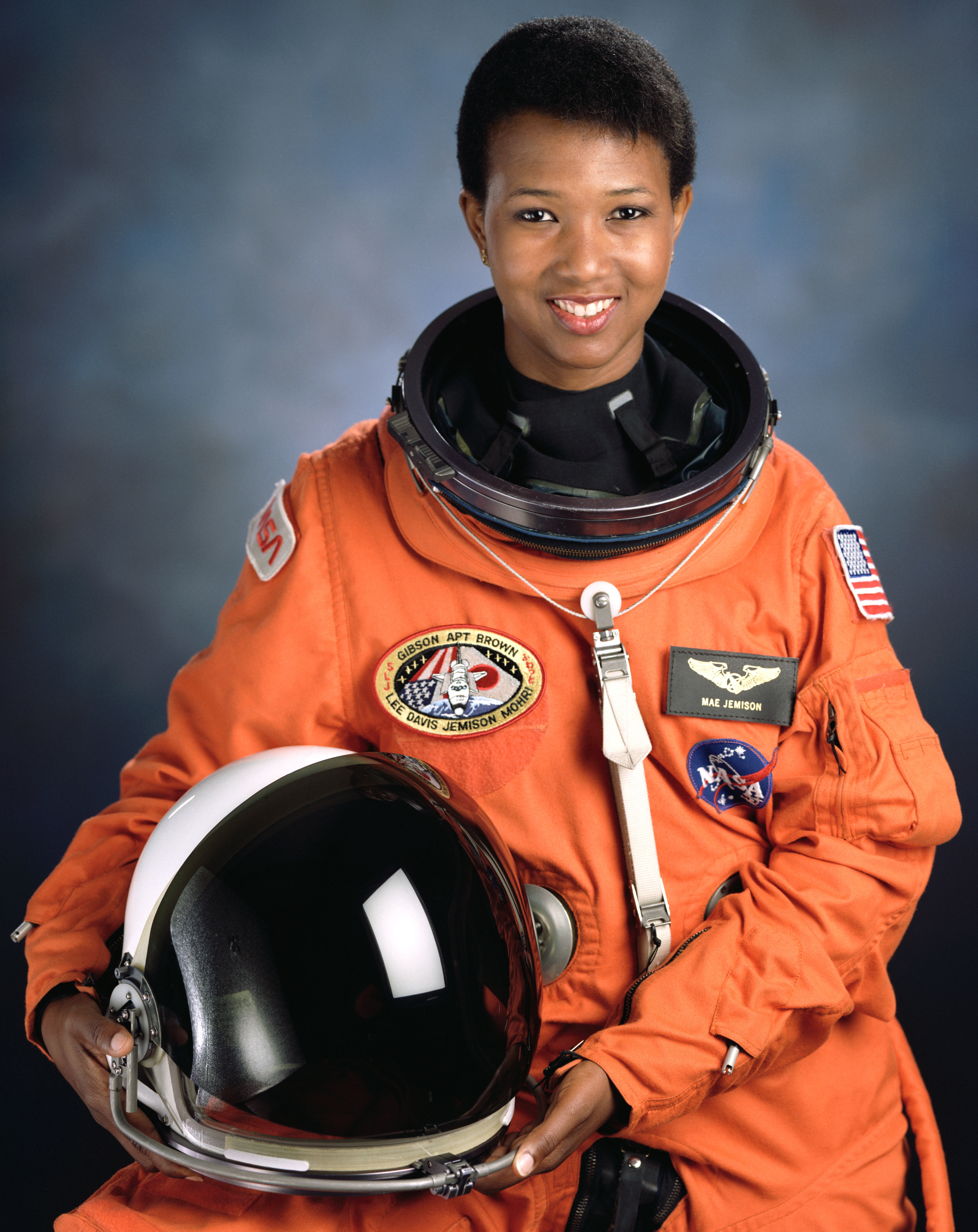
Mae Jemison
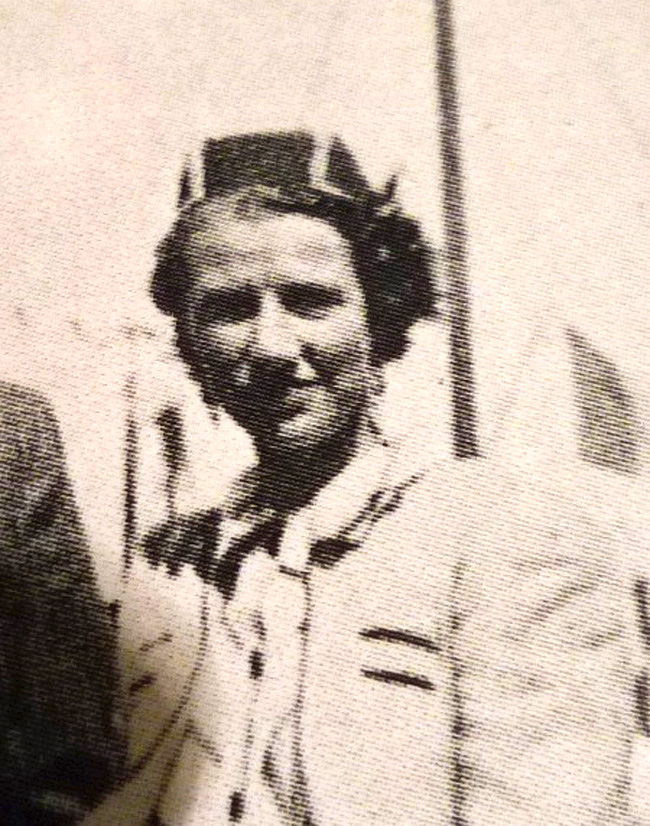
Peggy Guggenheim

## Edizioni
L'opera nasce nel 2016 come strisce di fumetti pubblicate sul blog del giornale Le Monde. Le biografie venivano pubblicate settimanalmente, grazie al lavoro costante di ricerca, scrittura e disegno portato avanti dall'autrice nel corso del 2016.
Subito dopo l'uscita su Le Monde, la casa editrice Gallimard ha raccolto le 30 biografie e le ha pubblicate in due volumi:
- Culottées. Des femmes qui ne font que ce qu'elles veulent, t. 1, Paris, Gallimard bande dessinée, 2016, 141 p., ISBN 978-2-07-060138-7.
- Culottées. Des femmes qui ne font que ce qu'elles veulent, t. 2, Paris, Gallimard bande dessinée, 2017, 163 p., ISBN 978-2-07-507984-6.

## Serie di cartoni animati
Dal fumetto è stata tratta una serie animata televisiva, prodotta da Silex Films con la partecipazione di France Télévisions e CNC. L'edizione italiana della serie è stata prodotta da Rai Ragazzi ed è stata trasmessa sulla piattaforma RaiPlay a partire dall'8 marzo 2020, in occasione della Giornata internazionale delle donne.